# Хугоннаи, Вильма
Графиня Вильма Йозефа Лаура Илька Хугонаи Сент-Дьёрдь (венг. Hugonai Szentgyörgyi Vilma Jozefa Laura Ilka, также известная как Вильма Хугоннаи (венг. Hugonnai Vilma); 30 сентября 1847, Надь-Тетень — 25 марта 1922, Будапешт) — первая венгерская женщина-врач.

## Биография

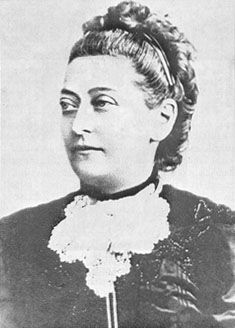
Вильма Хугоннаи в 1900 году

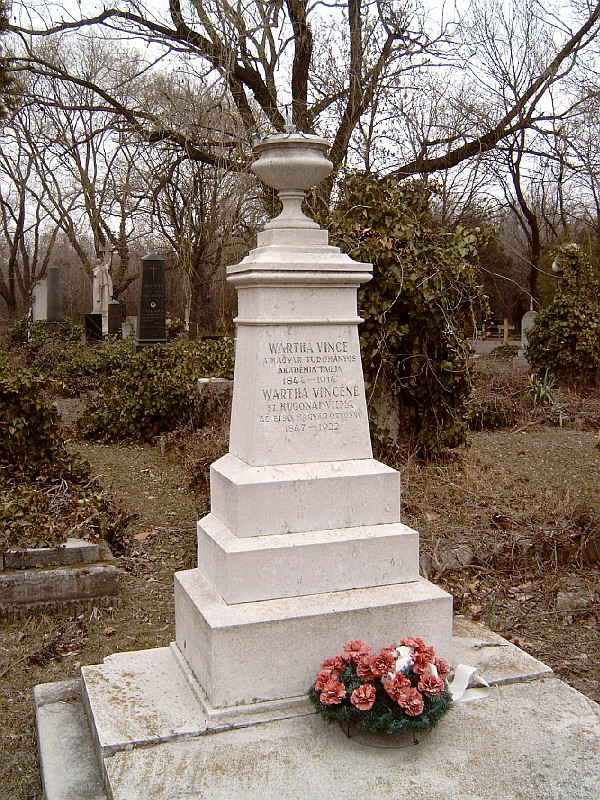
Могила Вильмы и её мужа Винса

Пятый ребёнок графа Кальмана Хугоннаи фон Сент-Дьёрдь и графини Ризы Панчей. В XIX веке девочки не посещали средние школы, вследствие чего Вильма получала образование на дому. В возрасте 18 лет вышла замуж за землевладельца Дьёрдя Силашши, в браке родились трое сыновей.
В 1872 году Силашши предоставил своей супруге разрешение поступить в Цюрихский университет на медицинский факультет, однако она обязывалась самостоятельно оплачивать образовательные услуги и своё проживание. В 1879 году Хугоннаи успешно сдала выпускные квалификационные экзамены, окончив вуз, и устроилась работать в хирургическую клинику при университете. В 1880 году она вернулась в Венгрию, однако права заниматься медицинской деятельностью не получила. В марте 1881 года она сдала необходимые для поступления в венгерский университет экзамены, однако в мае 1882 года её прошение к Министру религии и образования Венгрии о просьбе признать её диплом действительным на территории Венгрии было отклонено. Она сдала экзамены, получив право работать лишь акушеркой. После развода вынуждена была сама содержать семью в одиночку.
В 1887 году её вторым мужем стал профессор Винс (Винце) Варта (1844—1914), занимавший в 1899—1909 годах пост Президента Венгерского королевского научного общества. В браке родилась дочь. По просьбе мужа она прекратила свою медицинскую практику, однако продолжала бороться за право признать свой диплом законным. В 1895 году женщинам в Венгрии разрешили учиться в университетах, а в мае 1897 года ей разрешили официально работать врачом, но до 1913 года все женщины работали под наблюдением коллег-мужчин. Таким образом, она стала первой женщиной-врачом в Венгрии, а в 1900 году Шаролта Штайнбергер стала первой венгерской женщиной-врачом, получившей диплом в Венгрии.
В августе 1914 года Хугоннаи окончила курсы полевых медиков и была назначена главным врачом Военного госпиталя при Техническом университете. Награждена Памятной военной медалью и Наградой за заслуги перед Красным Крестом II класса. Скончалась 25 марта 1922 года, похоронена на кладбище Керепеши в Будапеште.